# Любліно (платформа)
Любліно (рос. Люблино; з 31 жовтня 2019 — 20 марта 2021 — Кубанська, раніше — Любліно́-Да́чне) — зупинний пункт/пасажирська платформа Курського напрямку Московської залізниці, у складі лінії МЦД-2. Розташовано у Москві на території колишнього міста Любліно. Розташована в межах сортувальної станції Любліно-Сортувальне в її парку Любліно-Північне. Знаходиться на межі двох московських районів: Любліно та Печатники.
Є безпересадкове пряме сполучення на Ризький та Смоленський (Білоруський) напрямки.
Пасажирське сполучення здійснюють електропоїздами. Безпересадкове сполучення здійснюється (найвіддаленіші точки на грудень 2010 року):
- На північ:
  - У напрямку від Царицино до станцій: Волоколамськ, Усово, Звенигород, Бородіно.
  - У напрямку до Царицино зі станцій Рум'янцево, Звенигород, Усово.
- На південь у напрямку до/зі станції Тула-1 Курська.

Електропотяги прибувають на одну берегову і одну острівну платформи, сполучені між собою надземним пішохідним переходом. Платформа мала тупик для обороту електропотягів, але тупик був демонтований. Тепер острівна платформа має подвійну ширину, але тільки одну колію. На обох платформах розташовані навіси для очікування поїзда, де також є приміщення для квиткових кас.
Час руху з Москва-Пасажирська-Курська — 18 хвилин.

## Пересадки
- метростанції
  -  Печатники
  -  Печатники Печатники
- А:м77, с4, 30, 54, 201, 350, 646, 650